# 3 (pesem)
»3« je pesem ameriške glasbenice Britney Spears z njene druge kompilacije z največjimi uspešnicami, The Singles Collection. Izšla je 29. septembra 2009 preko založbe Jive Records kot edini singl z albuma. Producirala sta jo Max Martin, s katerim je Britney Spears sodelovala že mnogo let, ter Shellback, posneli pa so jo julija 2009 med turnejo na Švedskem. Pesem »3« je elektropop pesem s hitrim tempom, pri kateri je velik poudarek na bas kitari in sintetizatorju. Besedilo govori o seksualnem razmerju med dvema moškema in žensko, sredi pesmi pa omeni ameriški glasbeni trio Peter, Paul & Mary.
Pesmi »3« so glasbeni kritiki dodelili večinoma pozitivne ocene, nekateri so jo označili za klasično pesem Britney Spears. Pesem je dosegla velik komercialni uspeh, saj je zasedla prvo mesto na ameriški in kanadski glasbeni lestvici ter eno izmed prvih desetih mest na lestvicah v mnogih državah, kot so Avstralija, Finska, Norveška, Švedska in Združeno kraljestvo. Pesem »3« je debitirala na prvem mestu lestvice Billboard Hot 100, s čimer je postala prva pesem, ki je debitirala na vrhu te lestvice po enajstih letih, z izjemo pesmi, ki so jih posneli udeleženci televizijske oddaje Ameriški idol in prva po treh letih, če vpoštevamo še pesmi udeležencev oddaje Ameriški idol. Je tudi petnajsta pesem v zgodovini, ki je debitirala na vrhu lestvice Billboard Hot 100.
Videospot za pesem je režirala Diane Martel, ki ga je opisala kot igrivega in privlačnega. V videospotu se pokaže Britney Spears, ki skupaj s svojimi spremljevalnimi plesalci pleše pred črno-belim ozadjem. Glasbeni kritiki so mu zaradi njegove preprostosti dodeljevali v glavnem pozitivne ocene. Režiserjev odlomek so izdali 15. decembra 2009. Britney Spears je s pesmijo »3« nastopila na turneji Femme Fatale Tour (2011).

## Ozadje
Julija 2009 je Britney Spears odšla v studio v Stockholmu, Švedska, kjer je med evropskim delom turneje The Circus Starring Britney Spears s tekstopiscem in producentom Maxom Martinom delala na novi pesmi. Z njim sta sodelovala že na njenih prejšnjih uspešnicah, kot so »...Baby One More Time«, »Oops!...I Did It Again«, »Stronger« in »If U Seek Amy«. Britney Spears je pesem posnela z Maxom Martinom in Shellbackom v studiu Maratone. Inštrumente sta zaigrala Max Martin in Shellback. Remix je posnel Serban Ghenea v studiu MixStar v Virginiji. Pesem »3« so ob izidu albuma The Singles Collection potrdili kot glavni singl s kompilacije in jo 29. septembra 2009 izdali na ameriških radijskih postajah.

## Sestava
Pesem »3« je elektropop pesem zmernega tempa, ki se prične s sprogramiranimi vokali in sintetizatorjem. Pesem je napisana v f-molu, vokali Britney Spears pa segajo od C4 do C5. Pesem sestavlja procesija akordov Fm–E–Bm–Fm. Sredi drugega refrena se pesem upočasni in večji poudarek je na bas kitari, zaradi česar so pesem nekateri primerjali z glasbo iz diskov iz sedemdesetih. Med pesmijo vokale Britney Spears sprogramirajo, zaradi česar ima pesem, kot je napisal novinar revije Daily Mail, »futurističen pridih«.
Besedilo pesmi govori o seksualnem razmerju med žensko in dvema moškima. Za razliko od pesmi »If U Seek Amy« se te pesmi ne da drugače interpertirati in je besedilo veliko bolj neposredno. Zaradi kitic, kot je: »Več ko nas bo, bolj bo veselo, trojna zabava« (»Merrier the more, triple fun that way«) so pesem primerjali s pesmimi s Princeovega albuma Dirty Mind (1980). Med drugim delom refrena omeni ameriški trio Peter, Paul & Mary. Todd Martens iz revije Los Angeles Times je napisal, da je ta del »najbolj čuden del pesmi«.

## Sprejem kritikov
Glasbeni kritiki so pesmi »3« dodelili v glavnem pozitivne ocene. Monica Herrera iz revije Billboard je napisal, da pesem sestavlja »klimatski zvok, ob katerem bi se oboževalci zdivjali na plesiščih« in dodali, da bo »še ena pesem v verigi pop pevkinih provokativnih singlov«. Na spletu je novinar revije Rolling Stone, Daniel Kreps, pohvalil pesem zaradi hitrega tempa in kontroverznega besedila in jo primerjal z zadnjimi deli Flo Ride. Napisal je, da je pesem »3« »bolj primerna za nočne klube in je tipična pesem za Britneyjine zadnje albume, kot sta Blackout in Circus«. V časopisu so pesmi dodelili štiri pesmi in jo označili za »klasično Britney«. Clark Collis iz revije Entertainment Weekly je napisal, da je pesem »norišnica z robotskim glasom za disko klube«. Novinar revije Los Angeles Times je napisal, da je pesem »dobro pesem, tipično za ples« in da Britney Spears zveni »sladko generična«.
Med ocenjevanjem kompilacije The Singles Collection je Stephen Thomas Erlewine s spletne strani Allmusic pesem »3« označil za eno izmed »najboljših pesmi« na kompilaciji in napisal, da je »veliko boljša od katere koli nove pesmi s kompilacije My Prerogative«. Bill Lamb s spletne strani About.com je napisal, da je besedilo sicer kontroverzno, »vendar je vse skupaj pravzaprav sladka pop pesem, ki se ji ne moremo upreti in ki prekosi večino pesmi, ki jih dandanes vrtijo na radijih.« Pohvalil je refren in napisal, da je celotna pesem »prava klasika za Britney«. Pesem je primerjal z Madonnino pesmijo »Celebration« (2009), saj sta obe »precej sveži, a imata elemente, ki jih lahko ustvari samo klasična pop zvezda.« A.J. Mayers iz MTV-ja je pesem izbral za osmo najboljšo pesem leta 2009.

## Dosežki na lestvicah
8. oktobra 2009 je pesem »3« debitirala na štirinajstem mestu ameriške lestvice Billboard Bubbling Under Hot 100 in osemintridesetem mestu ameriške lestvice Billboard Pop Songs ter tako postala njena štirindvajseta pesem, ki se je uvrstila na to lestvico, Britney Spears pa je postala glasbenica z največ pesmimi, ki so se uvrstile na to lestvico. Naslednji teden je pesem debitirala na prvem mestu lestvice Billboard Hot 100, s čimer je postala tretja pesem Britney Spears, ki je pristala na vrhu te lestvice in podrla precej rekordov te glasbene lestvice. Tako je pesem »3«, na primer, postala prva pesem, ki je debitirala na vrhu te lestvice po enajstih letih, z izjemo pesmi, ki so jih posneli udeleženci televizijske oddaje Ameriški idol in prva po treh letih, če vpoštevamo še pesmi udeležencev oddaje Ameriški idol. Je tudi petnajsta pesem v zgodovini, ki je debitirala na vrhu lestvice Billboard Hot 100 in pesem z najkrajšim naslovom, ki je zasedla vrh te lestvice. Pesem je zasedla tudi prvo mesto na lestvici Billboard Digital Songs z 255.000 digitalno prodanimi kopijami izvodov v prvem tednu od izida in tam ostala dlje od vseh drugih pesmi, ki so zasedle vrh lestvice, dokler ni aprila naslednjega leta vrh zasedla pesem glasbene skupine The Black Eyed Peas, »Boom Boom Pow«. Pesem »3« je po podatkih Nielsen SoundScana v Združenih državah Amerike prodala 2.100.000 izvodov in je njen tretji digitalno najbolje prodajani singl v državi. Na kanadski glasbeni lestvici je pesem »3« 17. oktobra 2009 debitirala na šestinosemdesetem mestu in naslednjega dne že zasedla prvo mesto lestvice. Kasneje je prejela dvakratno platinasto certifikacijo s strani organizacije Canadian Recording Industry Association (CRIA) za 160.000 prodanih kopij izvodov v državi.
Pesem »3« je 12. oktobra 2009 debitirala na petdesetem mestu avstralske lestvice po komaj dveh tednih od izida. 26. oktobra 2009 je na lestvici zasedla šesto mesto. Pesem je za več kot 70.000 prodanih izvodov v državi prejela platinasto certifikacijo s strani organizacije Australian Recording Industry Association (ARIA). 12. oktobra 2009 je pesem debitirala na šestnajstem mestu novozelandske lestvice, s čimer je postala pesem Britney Spears, ki je debitirala na najvišji poziciji po pesmi »Womanizer«. V petem tednu na lestvici je pesem na lestvici zasedla dvanajsto mesto. Na britanski lestvici je pesem 16. novembra 2009 debitirala na sedmem mestu, s čimer je postala dvajseta pesem Britney Spears, ki se je na tej lestvici uvrstil med prvih deset pesmi. Po podatkih podjetja The Official Charts Company je pesem tam prodala 145.000 izvodov. Pesem »3« je podoben uspeh doživela tudi drugod po Evropi, saj je zasedla eno izmed prvih desetih mest na belgijski (valonski), češki, finski, norveški in švedski glasbeni lestvici ter eno izmed prvih dvajsetih mest na avstrijski, belgijski (flandrski) in danski lestvici.

## Videospot
Videospot so snemali med 5. in 6. oktobrom 2009 v Los Angelesu, Kalifornija. Režirala ga je Diane Martel, koreografijo pa sta sestavila Tone & Rich. Modni oblikovalec GK Reid je sodeloval z Britney Spears pri oblikovanju oblek za videospot. 15. oktobra 2009 so izdali fotografije in odlomke iz videospota. Na njeni uradni spletni strani so objavili, da bodo videospot izdali 30. oktobra 2009. Ko so Diane Martel povprašali po videospotu, je povedala:
Mislim, da bo njen naslednji videospot zelo seksi. Glede na njena prejšnja dela je precej preprost - takšne je še niste videli. Vse je res močno in igrivo. Z njo smo sodelovali pri garderobi in se sestali z ljudmi, se pogovarjali o njenih ličilih, frizuri, na telefonu smo govorili s Toneom in Richem — dvema izmed najboljših koreografov v tem poslu. [...] Britney Spears je tako sladka in zabavna in naravna in prizemljena. Sem zelo vznemerjliva, ker bom režirala njen videospot. Je zelo kreativna. Videospot je zelo preprost in zelo, zelo minimalen. To je ona, ona, ona. In uživa v vsaki sekundi. Res ve, kako delati s kamero. Zelo me je navdušila in jaz sem delala s skoraj vsemi ženskami v tem poslu.
Videospot se prične z Britney Spears, oblečeno v svetlečo črno obleko, ki si na oči nanaša maskaro in se nadišavlja z dišavo Circus Fantasy. Nato prične peti prvo kitico pred belim ozadjem. Prikažejo se tudi črno-beli prizori, kjer nosi bele najlonke in zamegljena očala. Nato jo obkrožijo njene ženske spremljevalne plesalke v črnih oblačilih in skupaj plešejo. Besedo »greh« (»sin«) se cenzurira in zamenja z besedo »to« (»this«). Med refrenom skupaj s šestimi moškimi spremljevalnimi plesalci pleše pred belim ozadjem. Prikažejo se tudi prizori provokativnega plesa med njo in dvema moškima plesalcema. Med videospotom spustijo en refren. Videospot se zaključi z Britney Spears, ki pleše z dvema moškima in nazadnje pogleda v kamero.
Novinar revije Rolling Stone, Daniel Kreps, je videospot primerjal z videospom za pesem »Single Ladies« in pohvalil koreografijo, saj naj bi bila to najboljša koreografija za dela Britney Spears od izida albuma In the Zone. Jocelyn Vena iz MTV-ja je videospotu dodelila pozitivno oceno, saj naj bi bil »privlačen, hitro narejen videospot«, napisala pa je tudi, da »vključuje nekaj trenutkov, kjer Britneyjina osebnost kar zažari« in da »se smehlja ob kontroverznem besedilu pesmi, predvsem potem, ko konča s petjem refrena«. Tanner Stransky iz revije Entertainment Weekly je pohvalil garderobo v videospotu, vendar napisal, da je bil videospot sam »skop« in dodal, da »ni veliko v singlu samem, razen banalnost, smešno zagovarjanje ménage à trois, zakaj bi bil tudi videospot globlji?« Novinar revije Daily Mail je napisal, da je videospot »vključeval Britney, ki se pomanjkljivo oblečena podi za moškimi plesalci kot to zna samo ona.«
15. decembra 2009 so na spletu izdali še režiserjev odlomek. Daniel Kreps je napisal, da ta verzija gledalcem »ponudi malo več NSFW-ja kot navadno posnetki Diane Martel z glasbo, pa tudi več NSF-ja kot originalni posnetek, ki pa so ga posneli samo za promocijo kompilacije The Singles Collection.«

## Nastopi v živo
25. marca 2011 je Britney Spears s pesmijo nastopila na posebnem koncertu v nočnem klubu Rain v Las Vegasu. Seznam pesmi so sestavljale tri pesmi z njenega sedmega glasbenega albuma, Femme Fatale (2011), »Hold It Against Me«, »Big Fat Bass« in »Till the World Ends«. Med nastopom s pesmijo »Big Fat Bass« je bila Britney Spears oblečena v obleko iz lateksa, nastop sam pa je vključeval tudi elemente pesmi »3«, »Gimme More« in »I'm a Slave 4 U«. 27. marca 2011 je pesem »Big Fat Bass« z elementi teh treh pesmi izvedla tudi na koncertu v Bill Graham Civic Auditoriumu, ki je izšel preko oddaje Good Morning America 29. marca 2011 in še istega dne s pesmijo nastopila tudi v oddaji Jimmy Kimmel Live!. Pesem »3« je leta 2011 izvedla na turneji Femme Fatale Tour. Po nastopu s pesmijo »Up 'n Down« si je Britney Spears oblekla plašč in črn moški klobuk in s spremljevalnimi plesalci, oblečenimi na podoben način, pričela izvajati pesem. Shirley Halperin iz revije The Hollywood Reporter je nastop s to pesmijo označila za enega izmed najboljših nastopov na turneji skupaj z nastopoma s singloma »Piece of Me« in »Don't Let Me Be the Last to Know« ter dodala: »Ironično, tudi ti nastopi so komaj zadoščali osnovnim normam.« Rick Florino iz revije Artistdirect je napisal, da so ob pesmi »3« »oboževalci zavzeto peli zraven« in dodal, da je bila pesem »ravno pravšnja za zamegljene elemente turneje Femme Fatale Tour. Kakorkoli že, ustvarila je edinstveno predstavo, ki se lahko kosa s filmom L.A. zaupno Kim Basinger, le da se lepota v tem primeru spremeni v moderno plesno ostrost.«

## Seznam verzij
| - Promocijska verzija za radie 1. 3 – 3:33 2. »3« (inštrumentalno) – 3:33 3. »3« (remix) – 3:33 - Digitalno 1. »3« – 3:33 - Digitalni singl/Promocijski singl/CD s singlom 1. »3« – 3:33 2. »3« (inštrumentalno) – 3:33 - Promocijski remixi 1. »3« (čista radijska različica) – 3:33 2. »3« (klubski remix Groovea Policea) – 7:08 3. »3« (različica Groovea Policea) – 7:09 4. »3« (remix Groovea Policea) – 5:28 5. »3« (razširjeni Groovea Policea) – 9:21 6. »3« (radijski remix Groovea Policea) – 3:57 | - Mednarodni digitalni EP 1. »3« – 3:33 2. »3« (The Knocksov razširjeni remix) – 5:47 3. »3« (DiscoTechov klubski remix) – 4:23 4. »3« (Tonalov klubski remix) – 5:04 5. »3« (Trypsinov klubski remix) – 7:45 - Mednarodni digitalni EP – Remixi 1. »3« – 3:33 2. »3« (inštrumentalno) – 3:33 3. »3« (razširjeni klubski remix Wolfganga Gartnerja) – 6:35 4. »3« (klubski remix Groovea Policea) – 7:09 5. »3« (radijski remix Manhattana Cliquea) – 3:36 - Japonska - CD z EP-jem 1. »3« - 3:33 2. »3« (inštrumentalno) -3:33 3. »3« (remix Groovea Policea) - 7:08 4. »3« (radijska verzija Groovea Policea) - 3:57 5. »3« (videospot) - 3:36 - Dodatek k albumu The Singles Collection 1. »3« – 3:33 2. »3« (klubski remix Groovea Policea) – 7:08 |

## Ostali ustvarjalci
- Britney Spears – glavni in spremljevalni vokali
- Max Martin – tekstopisec, produkcija, klaviature
- Shellback – tekstopisec, produkcija, klaviature, kitare
- Serban Ghenea – mešanje
- Tim Roberts – asistent inženirja
- John Hanes – vokalno urejanje

## Dosežki in certifikacije

### Dosežki
| Lestvice (2009)                                     | Dosežek |
| --------------------------------------------------- | ------- |
| Avstralija (ARIA)                                   | 6       |
| Avstrija (Ö3 Austria Top 75)                        | 17      |
| Belgija (Flandrija; Ultratop 50)                    | 13      |
| Belgija (Valonija; Ultratop 40)                     | 8       |
| Kanada (Canadian Hot 100)                           | 1       |
| Češka (IFPI)                                        | 10      |
| Danska (Tracklisten)                                | 15      |
| Finska (Suomen virallinen lista)                    | 5       |
| Francija (SNEP)                                     | 10      |
| Nemčija (Media Control Charts)                      | 18      |
| Madžarska (Mahazs)                                  | 12      |
| Irska (IRMA)                                        | 7       |
| Nizozemska (Dutch Top 100)                          | 57      |
| Nova Zelandija (RIANZ)                              | 12      |
| Norveška (VG-lista)                                 | 10      |
| Slovaška (IFPI)                                     | 23      |
| Španija (Canciones Top 50)                          | 38      |
| Švedska (Sverigetopplistan)                         | 2       |
| Švica (Media Control Charts)                        | 8       |
| Združeno kraljestvo (UK Singles Chart)              | 7       |
| Združene države Amerike (Billboard Hot 100)         | 1       |
| Združene države Amerike (Billboard Dance Club Play) | 16      |
| Združene države Amerike (Billboard Pop 100)         | 2       |

|

### Certifikacije
| Država         | Certifikacije |
| -------------- | ------------- |
| Avstralija     | Platinasta    |
| Kanada         | 2× Platinasta |
| Nova Zelandija | Zlata         |

### Lestvice ob koncu leta
| Lestvica (2009)                             | Dosežek  |
| ------------------------------------------- | -------- |
| Avstralija (ARIA)                           | 59       |
| Belgija (Valonija; Ultratop 40)             | 94       |
| Kanada (Canadian Hot 100)                   | 71       |
| Združene države Amerike (Billboard Hot 100) | 87       |
| Lestvica (2010)                             | Pozicija |
| Kanada (Canadian Hot 100)                   | 65       |
| Združene države Amerike (Billboard Hot 100) | 69       |

|}

### Ostali pomembnejši dosežki
| Predhodnik: »Down« od Jayja Seana skupaj z Lil' Wayneom | Prvo mesto na ameriški glasbeni lestvici (Billboard Hot 100) 18.-24. oktober 2009 | Naslednik: »Down« od Jayja Seana skupaj z Lil Wayneom    |
| Predhodnik: »I Gotta Feeling« od The Black Eyed Peas    | Prvo mesto na kanadski glasbeni lestvici 24. oktober 2009                         | Naslednik: »Sexy Bitch« od Davida Guette skupaj z Akonom |

## Zgodovina izidov
| Regija                  | Datum              | Format       |
| ----------------------- | ------------------ | ------------ |
| Po svetu                | 29. september 2009 | Radio        |
| Po svetu                | 2. oktober 2009    | Digitalno    |
| Združene države Amerike | 6. oktober 2009    | Digitalno    |
| Australia               | 23. oktober 2009   | Digitalno    |
| Australia               | 2. november 2009   | CD s singlom |
| Velika Britanija        | 8. november 2009   | Digitalno    |
| Velika Britanija        | 9. november 2009   | CD s singlom |
| Nemčija                 | 13. november 2009  | CD s singlom |